# Merel de Blaey
Merel Manon de Blaey (* 2. Dezember 1986 in Den Haag) ist eine ehemalige niederländische Hockeyspielerin. Sie war Olympiasiegerin 2012 und Europameisterin 2011.

## Leben
Die 1,72 m große Merel de Blaey vom Larensche Mixed Hockey Club debütierte 2011 in der Nationalmannschaft. Die Verteidigerin bestritt 29 Länderspiele.
Bei der Europameisterschaft 2011 belegten die Niederländerinnen in der Vorrunde den zweiten Platz hinter den Spanierinnen. Im Halbfinale bezwangen sie das englische Team und im Finale die deutschen Damen. Bei den Olympischen Spielen 2012 in London siegten die Niederländerinnen in ihrer Vorrundengruppe vor den Britinnen. Nach einem Halbfinalsieg im Shootout nach Verlängerung gegen die neuseeländische Mannschaft bezwangen die Niederländerinnen im Finale die Argentinierinnen mit 2:0. Das Olympiafinale war das letzte Länderspiel von Merel de Blaey.